# Gare du Vieux-Briollay
La gare du Vieux-Briollay est une gare ferroviaire française de la ligne du Mans à Angers, située au lieu-dit Le Vieux-Briollay sur le territoire de la commune de Briollay, dans le département de Maine-et-Loire en région Pays de la Loire.
Elle est mise en service en 1863 par la compagnie des chemins de fer de l'Ouest. C'est aujourd'hui une halte ferroviaire de la Société nationale des chemins de fer français (SNCF), desservie par des trains TER Pays de la Loire.

## Situation ferroviaire
Établie à 33 mètres d'altitude, la gare de Briollay est située au point kilométrique (PK) 292,680 de la ligne du Mans à Angers-Maître-École, entre les gares ouvertes de Tiercé et d'Angers-Maître-École. Elle est séparée de cette dernière par la gare fermée d'Écouflant.

## Histoire
La compagnie des chemins de fer de l'Ouest met en service la station du Vieux-Briollay le 7 décembre 1863 lors de l'ouverture du trafic sur la voie ferrée de Sablé à Angers. 

## Service des voyageurs

### Accueil
Halte SNCF, c'est un point d'arrêt non géré (PANG) à entrée libre. Elle dispose d'abris de quai.

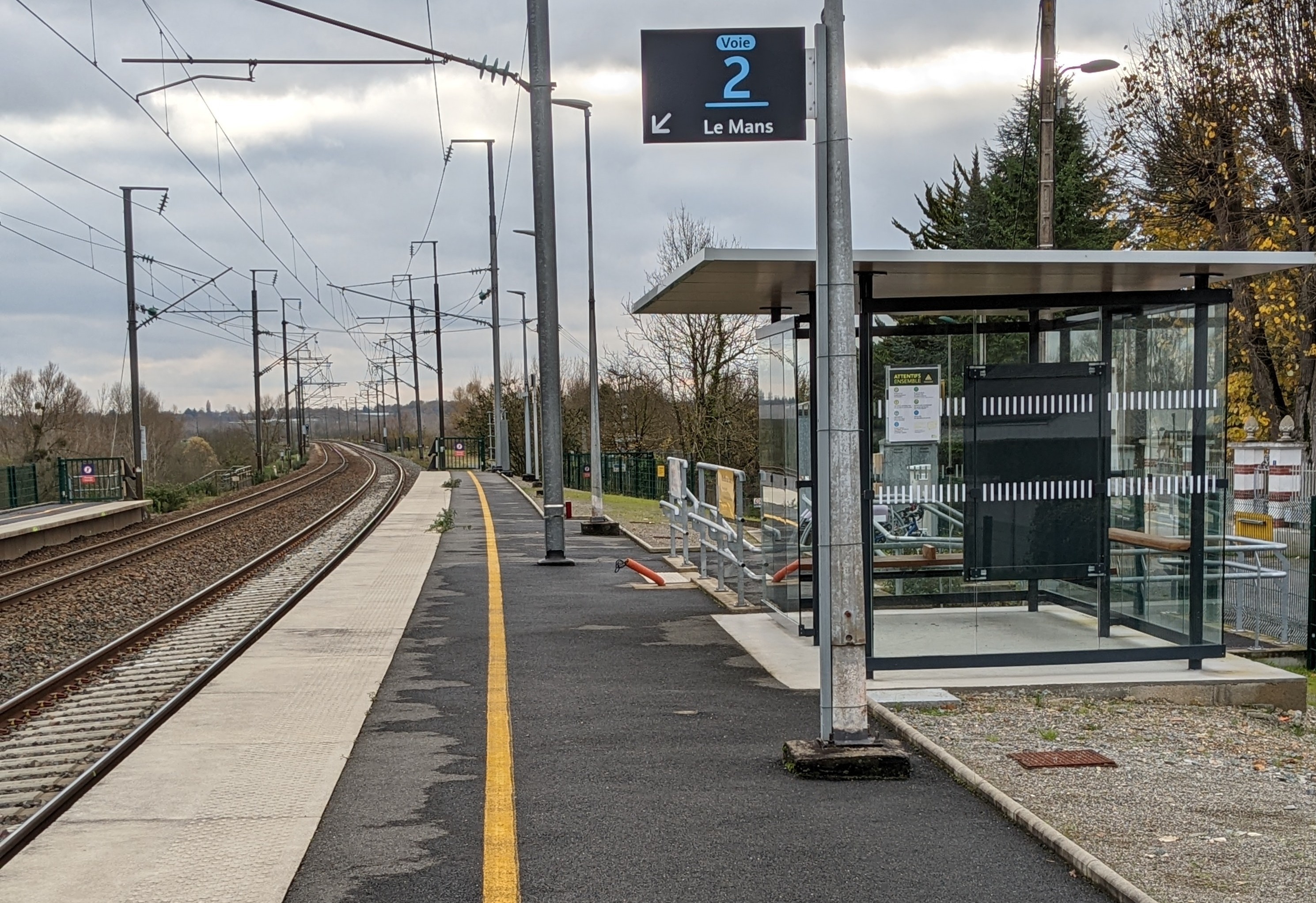
Abris et quai

### Desserte
Le Vieux-Briollay est desservie par des TER Pays de la Loire circulant entre Le Mans et Gare d'Angers-Saint-Laud.

### Intermodalité

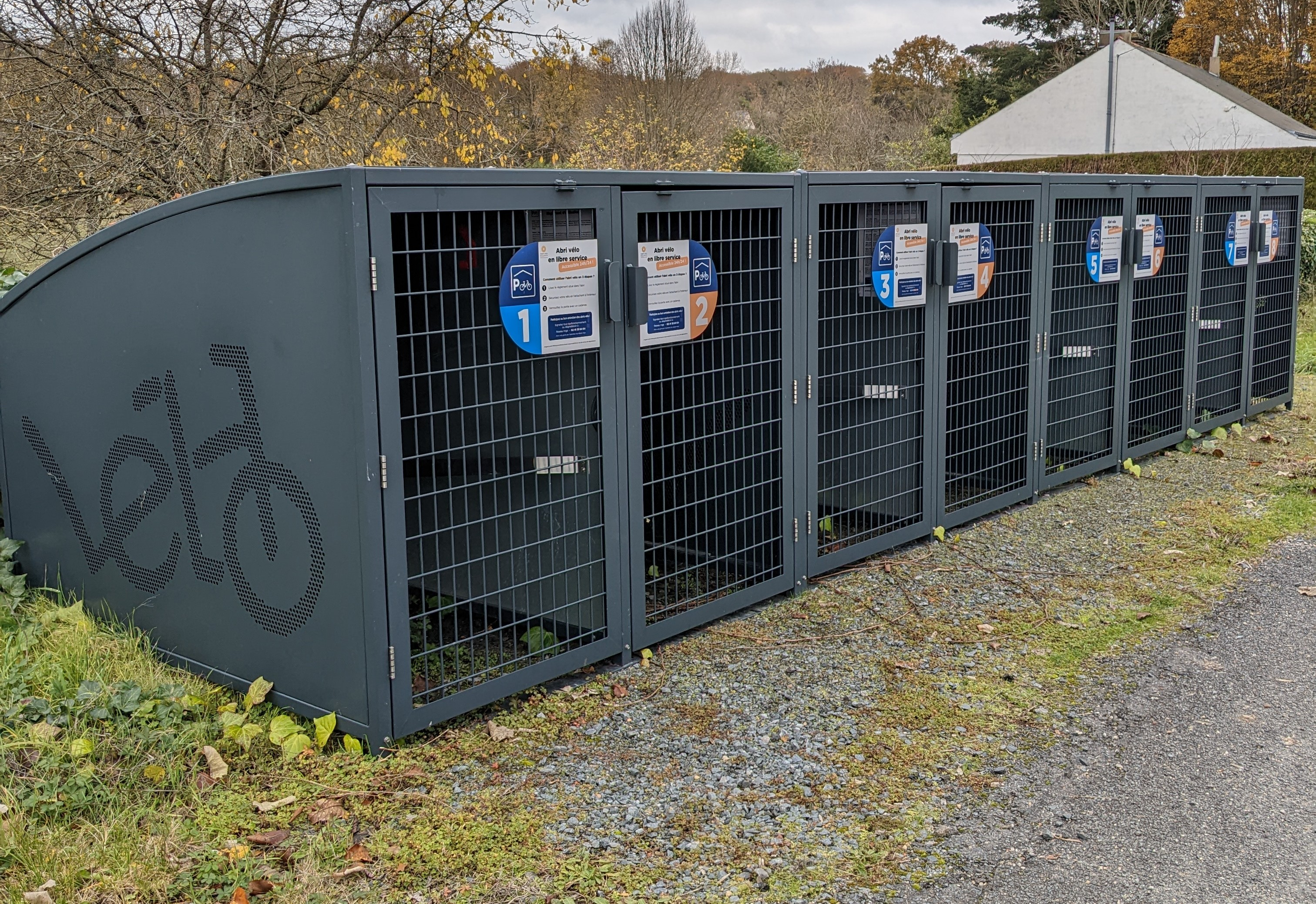
8 abris vélo disponibles

La gare dispose d'abris pour les vélos.